# Martin Stephan (Schriftsteller)
Martin Stephan (* 10. August 1945 in Köthen) ist ein deutscher Schriftsteller.

## Leben
Martin Stephan wuchs auf in Köthen. Nach einer abgebrochenen Lehre arbeitete er als Stahl- und Transportarbeiter in der chemischen Industrie von Wolfen und Leuna sowie von 1972 bis 1975 in einer Berliner Druckerei. Seit 1975 lebt er als freier Schriftsteller in Berlin. 1987 nahm er am Ingeborg-Bachmann-Wettbewerb in Klagenfurt teil.
Martin Stephan ist Verfasser von Erzählungen und Hörspielen.
Martin Stephan war Mitglied des Schriftstellerverbandes der DDR; inzwischen gehört er dem Verband Deutscher Schriftsteller an. Er erhielt 1978 den Kunstpreis des Freien Deutschen Gewerkschaftsbundes, 1982 den Hörspielpreis des Rundfunks der DDR und 1995 ein Stipendium der Stiftung Preußische Seehandlung.

## Werke
- Der Bottich. In: Die Anti-Geisterbahn. Geschichten, heiter, komisch, skurril, phantastisch, Buchverlag Der Morgen, Berlin 1973, S. 81–87.
- Schiffe gehen gelegentlich unter. Geschichten . Aufbau-Verlag, Berlin und Weimar 1975
- Bankett für Achilles, Berlin 1977
- Der verliebte Drache . Geschichten. Eulenspiegel-Verlag, Berlin 1978
  - Auszug in Horst Heidtmann, Hg.: Die Verbesserung des Menschen. Märchen. Beiträge von Franz Fühmann u. a.- Luchterhand Literaturverlag, Darmstadt 1982 ISBN 3-472-61413-7 S. 156–161
- Später Gast bei armer Witwe, Berlin 1984
- Weglaufen, verstecken, einfangen, Berlin 1988
- Abschied der Friseure, Edition Mariannenpresse, Berlin 2002. ISBN 3-926433-29-9.

## Herausgeberschaft
- Das erste Haus am Platz, Berlin 1982 (zusammen mit Fritz-Jochen Kopka)

## Verfilmungen
- Bankett für Achilles (Regie: Roland Gräf, DEFA-Studio für Spielfilme, 1975)
- Fariaho (Regie: Roland Gräf, DEFA-Studio für Spielfilme, 1983)